# Abyrabyt
Il Abyrabyt (in russo  Абырабыт?) è un fiume della Siberia Orientale, affluente di destra della Jana. Scorre nel Verchojanskij ulus della Sacha (Jacuzia), in Russia.
Il fiume è formato dalla confluenza dei fiumi Semejka e Badjaj ad un'altitudine di 220 m sul livello del mare. Scorre in direzione nord-occidentale. La lunghezza del fiume è di 120 km (153 km se calcolato dalla sorgente del fiume Semejka), l'area del suo bacino è di 2 570 km². Sfocia nella Jana a 435 km dalla foce.